# Sainte-Radegonde (Aveyron)
Pour les articles homonymes, voir Sainte-Radegonde.
Sainte-Radegonde  est une commune française, située dans le département de l'Aveyron en région Occitanie.
Le patrimoine architectural de la commune comprend quatre  immeubles protégés au titre des monuments historiques : l'église fortifiée, classée en 1921, l'église Sainte-Radegonde, classée en 1925, la maison Yence, inscrite en 1978, et le monument à la Résistance, la butte de tir et sa tranchée, inscrits en 2017.

## Géographie

### Localisation
Commune de l'aire d'attraction de Rodez située à une dizaine de kilomètres au sud-est de Rodez. Elle fait partie de l'agglomération du Grand Rodez avec les communes de Rodez, le Monastère, Onet-le-Château, Olemps, Luc-la-Primaube, Druelle Balsac et Sébazac-Concourès.

### Communes limitrophes
Sainte-Radegonde est limitrophe de six autres communes.
Les communes limitrophes sont  Agen-d'Aveyron, Flavin, La Loubière, Le Monastère, Le Vibal, Onet-le-Château et Rodez.

### Géologie et relief
S'étendant sur 3 048 hectares, la commune de Sainte-Radegonde présente une grande variété de paysages. Au Nord, elle couvre une partie de la plaine alluviale de l'Aveyron, l'altitude moyenne y est de 535 m.

### Hydrographie

#### Réseau hydrographique

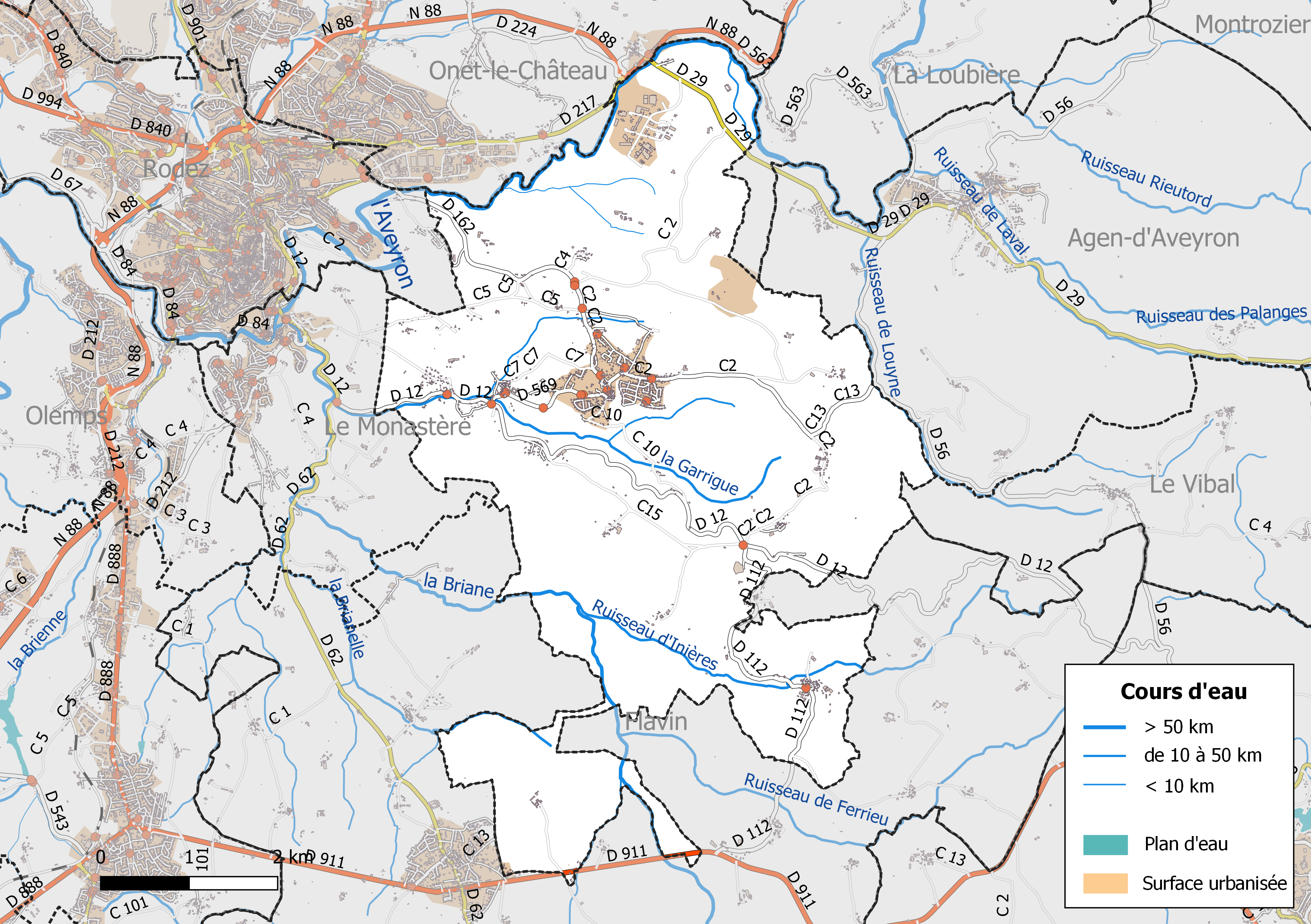
Réseaux hydrographique et routier de Sainte-Radegonde.

La commune est drainée par l'Aveyron, la Briane, la Brianelle, la Garrigue, le ruisseau de Louyne, le ruisseau d'Inières, Bras de l'Aveyron et par divers petits cours d'eau.
L'Aveyron, d'une longueur totale de 290,6 km, prend sa source dans la commune de Sévérac d'Aveyron et se jette  dans le Tarn à Barry-d'Islemade, après avoir arrosé 60 communes.
La Briane, d'une longueur totale de 11,7 km, prend sa source dans la commune de Flavin et se jette  dans l'Aveyron à Le Monastère, après avoir arrosé 3 communes.

#### Gestion des cours d'eau
La gestion des cours d’eau situés dans le bassin de l’Aveyron est assurée par l’établissement public d'aménagement et de gestion des eaux (EPAGE) Aveyron amont, créé le 1er janvier 2017, en remplacement du syndicat mixte du bassin versant Aveyron amont,,.

### Climat
Pour des articles plus généraux, voir Climat de l'Occitanie et Climat de l'Aveyron.
En 2010, le climat de la commune est de type climat océanique altéré, selon une étude s'appuyant sur une série de données couvrant la période 1971-2000. En 2020, Météo-France publie une typologie des climats de la France métropolitaine dans laquelle la commune est exposée à un climat de montagne et est dans la région climatique Sud-est du Massif Central, caractérisée par une pluviométrie annuelle de 1 000 à 1 500 mm, minimale en été, maximale en automne.
Pour la période 1971-2000, la température annuelle moyenne est de 10,4 °C, avec une amplitude thermique annuelle de 15,7 °C. Le cumul annuel moyen de précipitations est de 1 130 mm, avec 11,6 jours de précipitations en janvier et 6,7 jours en juillet. Pour la période 1991-2020, la température moyenne annuelle observée sur la station météorologique la plus proche, située sur la commune de Flavin à 5 km à vol d'oiseau, est de 11,0 °C et le cumul annuel moyen de précipitations est de 902,2 mm,. Pour l'avenir, les paramètres climatiques de la commune estimés pour 2050 selon différents scénarios d'émission de gaz à effet de serre sont consultables sur un site dédié publié par Météo-France en novembre 2022.

### Milieux naturels et biodiversité
L’inventaire des zones naturelles d'intérêt écologique, faunistique et floristique (ZNIEFF) a pour objectif de réaliser une couverture des zones les plus intéressantes sur le plan écologique, essentiellement dans la perspective d’améliorer la connaissance du patrimoine naturel national et de fournir aux différents décideurs un outil d’aide à la prise en compte de l’environnement dans l’aménagement du territoire.
Le territoire communal de Sainte-Radegonde comprend une ZNIEFF de type 1,, 
la « Rivière Aveyron » (3 500 ha), couvrant 63 communes dont 38 dans l'Aveyron, 5 dans le Tarn et 20 dans le Tarn-et-Garonne
, et une ZNIEFF de type 2,, 
la « Vallée de l'Aveyron » (14 644 ha), qui s'étend sur 68 communes dont 41 dans l'Aveyron, 5 dans le Tarn et 22 dans le Tarn-et-Garonne.

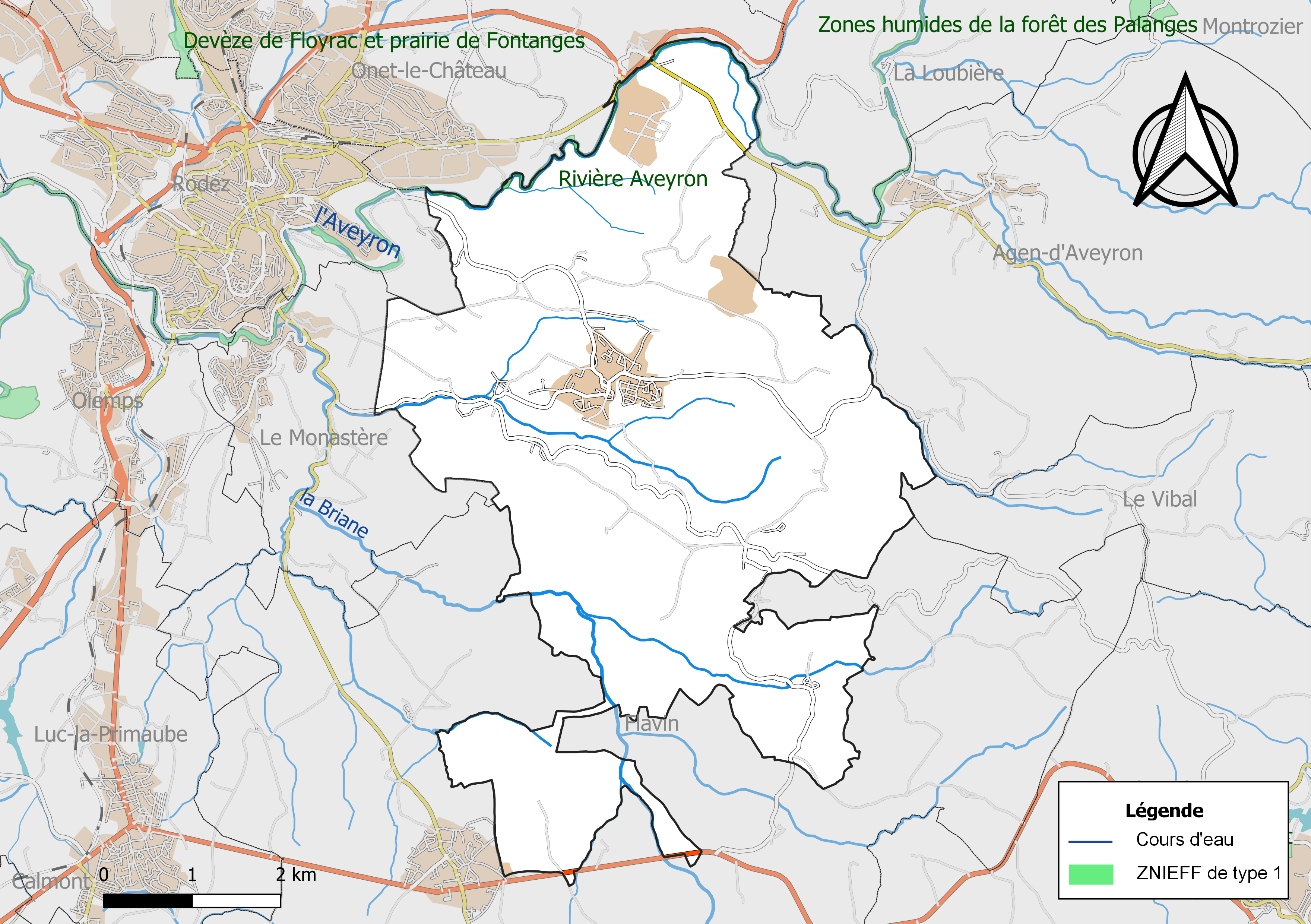
Carte de la ZNIEFF de type 1 de la commune.
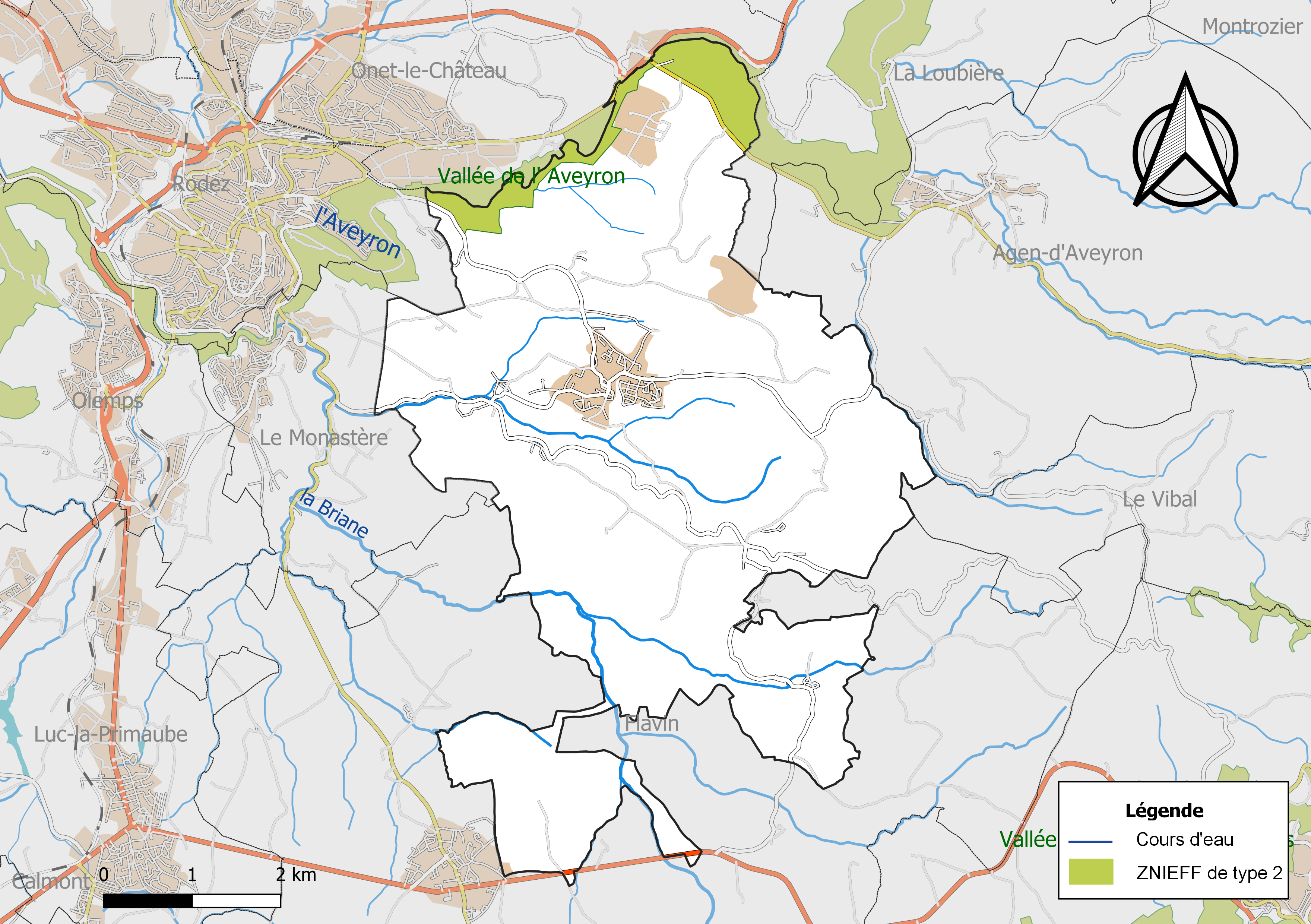
Carte de la ZNIEFF de type 2 de la commune.

## Urbanisme

### Typologie
Au 1er janvier 2024, Sainte-Radegonde est catégorisée bourg rural, selon la nouvelle grille communale de densité à 7 niveaux définie par l'Insee en 2022.
Elle est située hors unité urbaine. Par ailleurs la commune fait partie de l'aire d'attraction de Rodez, dont elle est une commune de la couronne,. Cette aire, qui regroupe 68 communes, est catégorisée dans les aires de 50 000 à moins de 200 000 habitants,.

### Occupation des sols

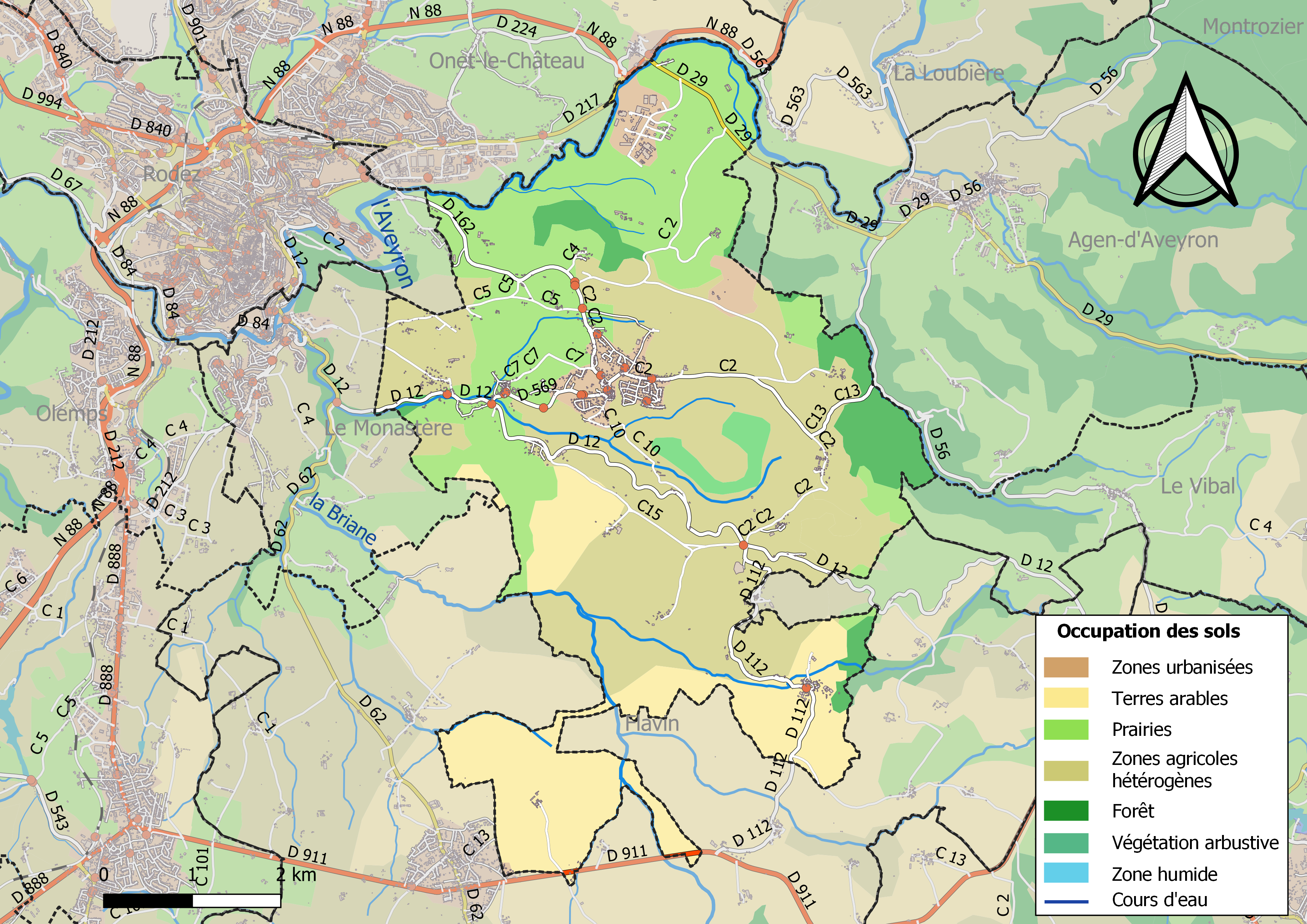
Infrastructures et occupation des sols de la commune de Sainte-Radegonde.

L'occupation des sols de la commune, telle qu'elle ressort de la base de données européenne d’occupation biophysique des sols Corine Land Cover (CLC), est marquée par l'importance des territoires agricoles (87,3 % en 2018), en diminution par rapport à 1990 (90 %). La répartition détaillée en 2018 est la suivante : 
zones agricoles hétérogènes (41,6 %), prairies (27,5 %), terres arables (18,1 %), forêts (6,1 %), zones urbanisées (2,5 %), zones industrielles ou commerciales et réseaux de communication (1,7 %), milieux à végétation arbustive et/ou herbacée (1,5 %), mines, décharges et chantiers (0,9 %).

### Planification
La loi SRU du 13 décembre 2000 a incité fortement les communes à se regrouper au sein d’un établissement public, pour déterminer les partis d’aménagement de l’espace au sein d’un SCoT, un document essentiel d’orientation stratégique des politiques publiques à une grande échelle. La commune est dans le territoire du SCoT du Centre Ouest Aveyron  approuvé en février 2020. La structure porteuse est le pôle d'équilibre territorial et rural Centre Ouest Aveyron, qui associe neuf EPCI, notamment la communauté d'agglomération du Rodez Agglomération, dont la commune est membre.
La commune disposait en 2017 d'un plan local d'urbanisme approuvé. Le zonage réglementaire et le règlement associé peuvent être consultés sur le Géoportail de l'urbanisme.

### Voies de communication et transports
Accès par les transports en commun de Rodez, le réseau de Rodez Agglomération Agglobus.

### Risques majeurs
Le territoire de la commune de Sainte-Radegonde est vulnérable à différents aléas naturels : inondations, climatiques (hiver exceptionnel ou canicule), feux de forêts et séisme (sismicité faible).
Il est également exposé à un risque technologique, le transport de matières dangereuses, et à un risque particulier, le risque radon,.

#### Risques naturels

Zones inondables de la commune de Sainte-Radegonde.

Certaines parties du territoire communal sont susceptibles d’être affectées par le risque d’inondation par débordement de l'Aveyron. Les dernières grandes crues historiques, ayant touché plusieurs parties du département, remontent aux 3 et 4 décembre 2003 (dans les bassins du Lot, de l'Aveyron, du Viaur et du Tarn) et au 28 novembre 2014 (bassins de la Sorgues et du Dourdou). Ce risque est pris en compte dans l'aménagement du territoire de la commune par le biais du plan de prévention du risque inondation (PPRI) Aveyron Amont-Auterne, approuvé le 14 décembre 2006.
Le Plan départemental de protection des forêts contre les incendies découpe le département de l’Aveyron en sept « bassins de risque » et définit une sensibilité des communes à l’aléa feux de forêt (de faible à très forte). La commune est classée en sensibilité faible.
Les mouvements de terrains susceptibles de se produire sur la commune sont soit des mouvements liés au retrait-gonflement des argiles, soit des effondrements liés à des cavités souterraines. Le phénomène de retrait-gonflement des argiles est la conséquence d'un changement d'humidité des sols argileux. Les argiles sont capables de fixer l'eau disponible mais aussi de la perdre en se rétractant en cas de sécheresse. Ce phénomène peut provoquer des dégâts très importants sur les constructions (fissures, déformations des ouvertures) pouvant rendre inhabitables certains locaux. La carte de zonage de cet aléa peut être consultée sur le site de l'observatoire national des risques naturels Géorisques. Une autre carte permet de prendre connaissance des cavités souterraines localisées sur la commune,.

#### Risques technologiques
Le risque de transport de matières dangereuses sur la commune est lié à sa traversée par des infrastructures routières et ferroviaires importantes et la présence d'une canalisation de transport de gaz. Un accident se produisant sur de telles infrastructures est en effet susceptible d’avoir des effets graves au bâti ou aux personnes jusqu’à 350 m, selon la nature du matériau transporté. Des dispositions d’urbanisme peuvent être préconisées en conséquence.

#### Risque particulier
Dans plusieurs parties du territoire national, le radon, accumulé dans certains logements ou autres locaux, peut constituer une source significative d’exposition de la population aux rayonnements ionisants. Toutes les communes du département sont concernées par le risque radon à un niveau plus ou moins élevé. Selon le dossier départemental des risques majeurs du département établi en 2013, la commune de Sainte-Radegonde est classée à risque moyen à élevé. Un décret du 4 juin 2018 a modifié la terminologie du zonage définie dans le code de la santé publique et a été complété par un arrêté du 27 juin 2018 portant délimitation des zones à potentiel radon du territoire français. La commune est désormais en zone 3, à savoir zone à potentiel radon significatif.

## Toponymie
Durant la Révolution, la commune porte le nom de Bel-Air.

## Histoire
Il s'agit d'un des premiers lieux d'occupation de la commune. En 1330 et 1529 des actes mentionnent une famille Bozinhac, possédant la seigneurie du même nom. En 1613 Catherine de Sabatery et Guillaume de Masnau sont seigneur de Bousinhac. Leurs enfants (Guillaume, Bertrand, Géraud et Ignace) leur succéderont. À la Révolution le village est peuplé d'une trentaine d'habitants.
Le domaine de Caumels, près du village d'Inières, appartenant à la chartreuse de Rodez, sert de terrain d'atterrissage, lors du vol en montgolfière de Charles Carnus, à bord du « Ville de Rodez », le 6 août 1784, quatrième ascension aéronautique de l'histoire.
En 1789, la seigneurie de Bozinhac est réunie à celle d'Hyars pour former une seule commune. Aujourd'hui le village compte quatre familles qui y vivent.
La commune de Sainte-Radegonde est créée par ordonnance du roi Louis-Philippe Ier le 3 juillet 1837. Le 29 mai 1861, le corps législatif (assemblée législative du Second Empire) examina les demandes faites par les habitants d'Arsac, Arsaguet, Gros et Recoules (représentant 479 hectares), de voir leurs hameaux détachés de la commune d'Onet-le-Château pour être rattachés à celle de Sainte-Radegonde.
Le 17 août 1944, trente prisonniers de Rodez sont exécutés à l’arme automatique à la butte de tir de Sainte-Radegonde par les troupes allemandes. Le lendemain, 18 août, la ville de Rodez est libérée.

## Politique et administration

### Découpage territorial
La commune de Sainte-Radegonde est membre de Rodez Agglomération, un établissement public de coopération intercommunale (EPCI) à fiscalité propre créé le 20 décembre 1999 dont le siège est à Rodez. Ce dernier est par ailleurs membre d'autres groupements intercommunaux.
Sur le plan administratif, elle est rattachée à l'arrondissement de Rodez, au département de l'Aveyron et à la région Occitanie. Sur le plan électoral, elle dépend du  canton du Nord-Lévezou pour l'élection des conseillers départementaux, depuis le redécoupage cantonal de 2014 entré en vigueur en 2015, et de la première circonscription de l'Aveyron  pour les élections législatives, depuis le dernier découpage électoral de 2010.

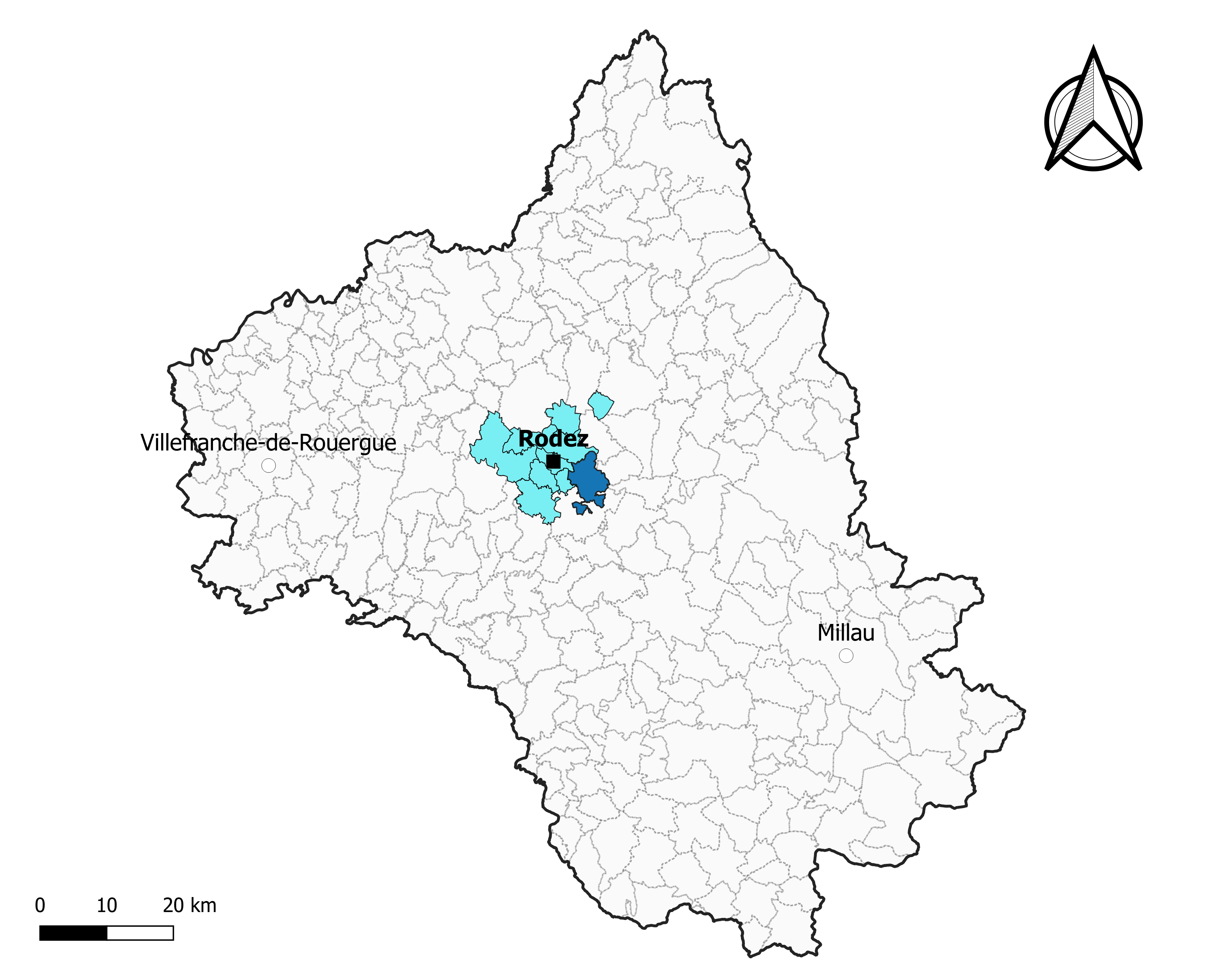
Sainte-Radegonde dans l'intercommunalité en 2020.
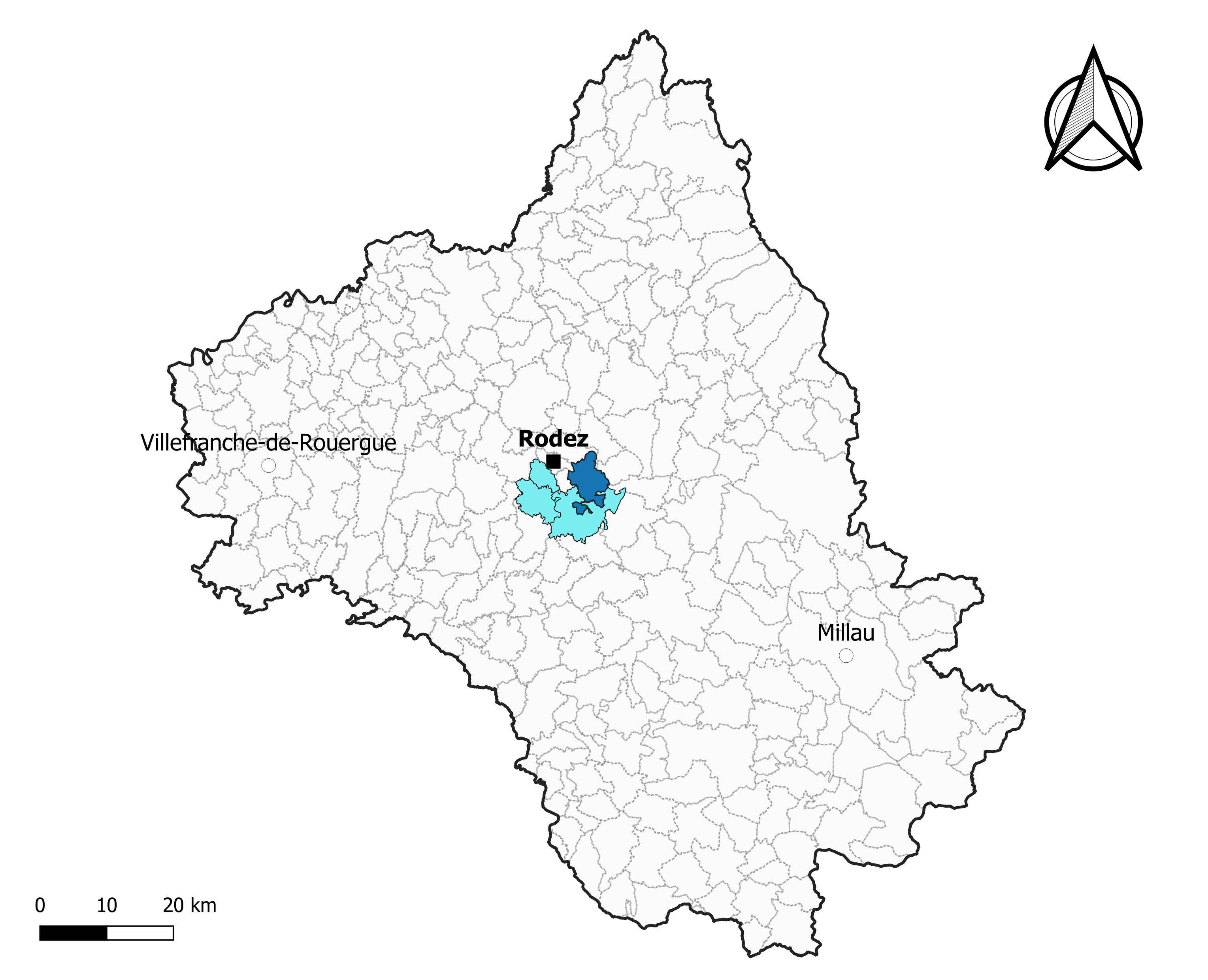
Sainte-Radegonde dans le canton du Nord-Lévezou en 2020.
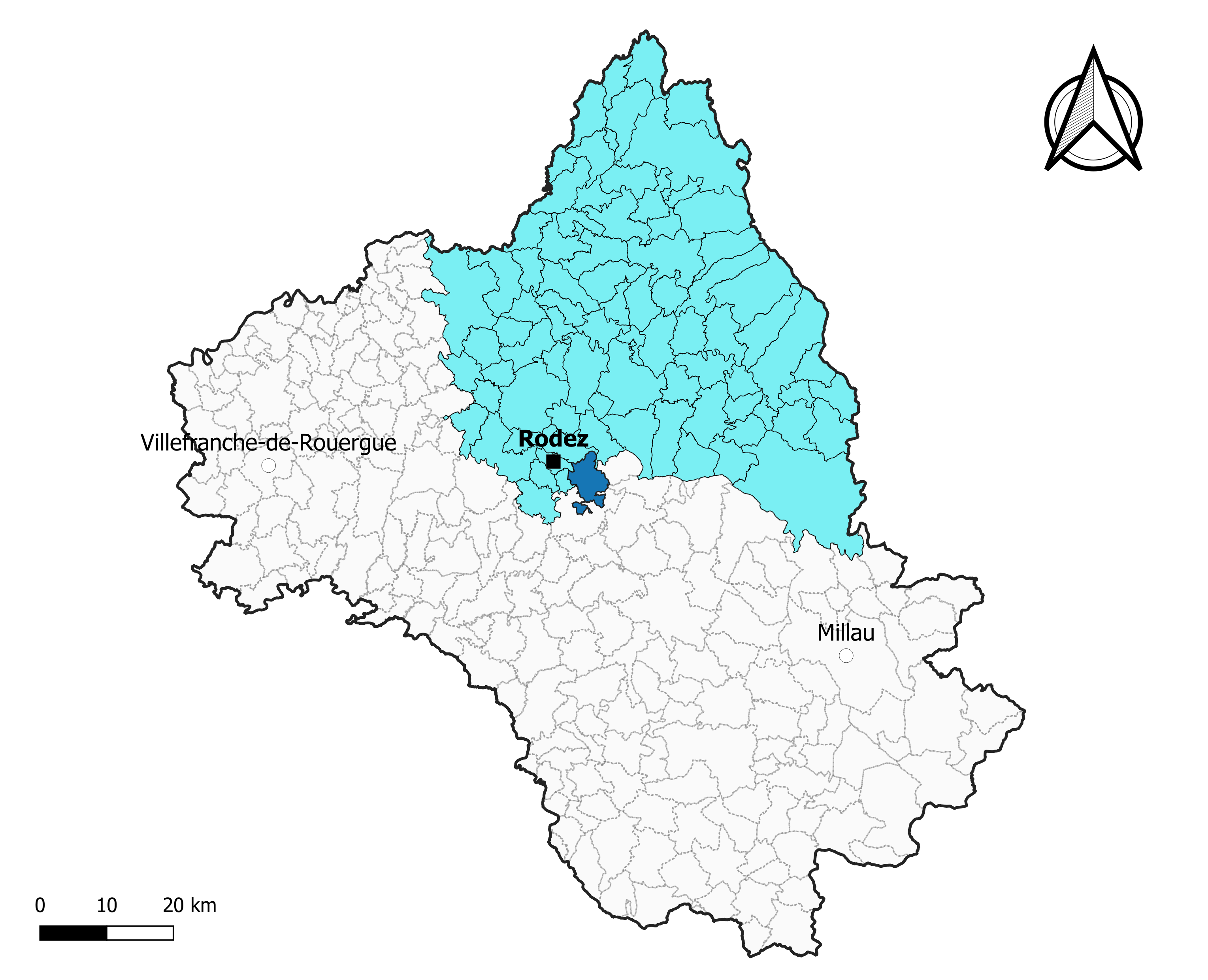
Sainte-Radegonde dans l'arrondissement de Rodez en 2020.

### Élections municipales et communautaires

#### Élections de 2020
| Tête de liste        | Suffrages | Pourcentage | CM | CC |
| -------------------- | --------- | ----------- | -- | -- |
| Laurence Pages-Touzé | 585       | 63,31 %     | 16 | 2  |
| Bernard Fernandez    | 177       | 19,15 %     | 2  | 0  |
| Alain Dhers          | 162       | 17,53 %     | 1  | 0  |

Le conseil municipal de Sainte-Radegonde, commune de plus de 1 000 habitants, est élu au scrutin proportionnel de liste à deux tours (sans aucune modification possible de la liste), pour un mandat de six ans renouvelable. Compte tenu de la population communale, le nombre de sièges à pourvoir lors des élections municipales de 2020 est de 19. Les dix-neuf conseillers municipaux sont élus au premier tour avec un taux de participation de 61,19 %, se répartissant en seize issus de la liste conduite par Laurence Pages-Touzé, deux issus de celle de Bernard Fernandez et un issus de celle d'Alain Dhers.
Laurence Pages-Touzé est élue nouvelle maire de la commune le 28 mai 2020.
Les deux sièges attribués à la commune au sein du conseil communautaire de la communauté d'agglomération Rodez Agglomération sont alloués à la liste de Laurence Pages-Touzé.
Le nombre d'habitants au recensement de 2011 étant compris entre 1 500 habitants et 2 499 habitants, le nombre de membres du conseil municipal pour l'élection de 2014 est de dix neuf,.

#### Liste des maires
| Période                                  | Période  | Identité             | Étiquette | Qualité                |
| ---------------------------------------- | -------- | -------------------- | --------- | ---------------------- |
| 1971                                     | 2001     | André Geniez         |           |                        |
| 2001                                     | 2008     | Gérard Carrière      |           |                        |
| 2008                                     | 2020     | Michel Delpal        | DVD       | Retraité               |
| 2020                                     | En cours | Laurence Pagès-Touzé | SE        | Ingénieur Informatique |
| Les données manquantes sont à compléter. |          |                      |           |                        |

## Démographie
L'évolution du nombre d'habitants est connue à travers les recensements de la population effectués dans la commune depuis 1793. Pour les communes de moins de 10 000 habitants, une enquête de recensement portant sur toute la population est réalisée tous les cinq ans, les populations de référence des années intermédiaires étant quant à elles estimées par interpolation ou extrapolation. Pour la commune, le premier recensement exhaustif entrant dans le cadre du nouveau dispositif a été réalisé en 2008.

En 2022, la commune comptait 1 774 habitants, en évolution de +0,45 % par rapport à 2016 (Aveyron : +0,37 %, France hors Mayotte : +2,11 %).
| 1793 | 1800 | 1806 | 1821  | 1831  | 1836  | 1841 | 1846 | 1851 |
| ---- | ---- | ---- | ----- | ----- | ----- | ---- | ---- | ---- |
| 446  | 414  | 868  | 1 081 | 1 201 | 1 259 | 567  | 553  | 590  |

| 1856 | 1861 | 1866 | 1872 | 1876 | 1881 | 1886 | 1891 | 1896 |
| ---- | ---- | ---- | ---- | ---- | ---- | ---- | ---- | ---- |
| 553  | 541  | 513  | 540  | 549  | 553  | 562  | 563  | 551  |

| 1901 | 1906 | 1911 | 1921 | 1926 | 1931 | 1936 | 1946 | 1954 |
| ---- | ---- | ---- | ---- | ---- | ---- | ---- | ---- | ---- |
| 533  | 530  | 569  | 502  | 480  | 504  | 510  | 481  | 476  |

| 1962 | 1968 | 1975 | 1982  | 1990  | 1999  | 2006  | 2008  | 2013  |
| ---- | ---- | ---- | ----- | ----- | ----- | ----- | ----- | ----- |
| 480  | 443  | 542  | 1 027 | 1 226 | 1 355 | 1 536 | 1 587 | 1 731 |

| 2018  | 2022  | - | - | - | - | - | - | - |
| ----- | ----- | - | - | - | - | - | - | - |
| 1 745 | 1 774 | - | - | - | - | - | - | - |

## Économie

### Revenus
En 2018  (données Insee publiées en septembre 2021), la commune compte 695 ménages fiscaux, regroupant 1 767 personnes. La médiane du revenu disponible par unité de consommation est de 25 760 € (20 640 € dans le département).

### Emploi
| Division       | 2008  | 2013  | 2018  |
| -------------- | ----- | ----- | ----- |
| Commune        | 2,8 % | 3,9 % | 3,4 % |
| Département    | 5,4 % | 7,1 % | 7,1 % |
| France entière | 8,3 % | 10 %  | 10 %  |

En 2018, la population âgée de 15 à 64 ans s'élève à 1 063 personnes, parmi lesquelles on compte 78,1 % d'actifs (74,7 % ayant un emploi et 3,4 % de chômeurs) et 21,9 % d'inactifs,. Depuis 2008, le taux de chômage communal (au sens du recensement) des 15-64 ans est inférieur à celui de la France et du département.
La commune fait partie de la couronne de l'aire d'attraction de Rodez, du fait qu'au moins 15 % des actifs travaillent dans le pôle,. Elle compte 536 emplois en 2018, contre 571 en 2013 et 525 en 2008. Le nombre d'actifs ayant un emploi résidant dans la commune est de 801, soit un indicateur de concentration d'emploi de 66,9 % et un taux d'activité parmi les 15 ans ou plus de 59,3 %.
Sur ces 801 actifs de 15 ans ou plus ayant un emploi, 99 travaillent dans la commune, soit 12 % des habitants. Pour se rendre au travail, 94,1 % des habitants utilisent un véhicule personnel ou de fonction à quatre roues, 0,5 % les transports en commun, 2,7 % s'y rendent en deux-roues, à vélo ou à pied et 2,6 % n'ont pas besoin de transport (travail au domicile).

### Activités hors agriculture

#### Secteurs d'activités
128 établissements sont implantés  à Sainte-Radegonde au 31 décembre 2019. Le tableau ci-dessous en détaille le nombre par secteur d'activité et compare les ratios avec ceux du département,.
| Secteur d'activité                                                                                        | Commune | Commune | Département |
| Secteur d'activité                                                                                        | Nombre  | %       | %           |
| --- | ------- | ------- | ----------- |
| Ensemble                                                                                                  | 128     | 100 %   | (100 %)     |
| Industrie manufacturière, industries extractives et autres                                                | 22      | 17,2 %  | (17,7 %)    |
| Construction                                                                                              | 18      | 14,1 %  | (13 %)      |
| Commerce de gros et de détail, transports, hébergement et restauration                                    | 30      | 23,4 %  | (27,5 %)    |
| Information et communication                                                                              | 4       | 3,1 %   | (1,5 %)     |
| Activités financières et d'assurance                                                                      | 5       | 3,9 %   | (3,4 %)     |
| Activités immobilières                                                                                    | 4       | 3,1 %   | (4,2 %)     |
| Activités spécialisées, scientifiques et techniques et activités de services administratifs et de soutien | 18      | 14,1 %  | (12,4 %)    |
| Administration publique, enseignement, santé humaine et action sociale                                    | 20      | 15,6 %  | (12,7 %)    |
| Autres activités de services                                                                              | 7       | 5,5 %   | (7,8 %)     |

Le secteur du commerce de gros et de détail, des transports, de l'hébergement et de la restauration est prépondérant sur la commune puisqu'il représente 23,4 % du nombre total d'établissements de la commune (30 sur les 128 entreprises implantées  à Sainte-Radegonde), contre 27,5 % au niveau départemental.

#### Entreprises
Les cinq entreprises ayant leur siège social sur le territoire communal qui génèrent le plus de chiffre d'affaires en 2020 sont : 
- Societe Porc Montagne - SPM, transformation et conservation de la viande de boucherie (69 374 k€) ;
- Promash, fabrication d'aliments pour animaux de ferme (9 643 k€) ;
- Du Roure.12, fabrication de produits azotés et d'engrais (8 153 k€) ;
- Monteillet Aveyron, transformation et conservation de la viande de boucherie (3 079 k€) ;
- Aveyron Porc, commerce de gros (commerce interentreprises) de viandes de boucherie (2 114 k€).

### Agriculture
La commune est dans les Grands Causses, une petite région agricole occupant le sud-est du département de l'Aveyron. En 2020, l'orientation technico-économique de l'agriculture  sur la commune est l'élevage d'ovins ou de caprins.
|               | 1988  | 2000  | 2010  | 2020  |
| ------------- | ----- | ----- | ----- | ----- |
| Exploitations | 49    | 35    | 33    | 28    |
| SAU (ha)      | 2 201 | 2 171 | 1 910 | 2 096 |

Le nombre d'exploitations agricoles en activité et ayant leur siège dans la commune est passé de 49 lors du recensement agricole de 1988  à 35 en 2000 puis à 33 en 2010 et enfin à 28 en 2020, soit une baisse de 43 % en 32 ans. Le même mouvement est observé à l'échelle du département qui a perdu pendant cette période 51 % de ses exploitations,. La surface agricole utilisée sur la commune a également diminué, passant de 2 201 ha en 1988 à 2 096 ha en 2020. Parallèlement la surface agricole utilisée moyenne par exploitation a augmenté, passant de 45 à 75 ha.

## Culture locale et patrimoine

### Édifices religieux

#### Église fortifiée d'Inières
Classé MH (1921)

Église fortifiée d'Inières
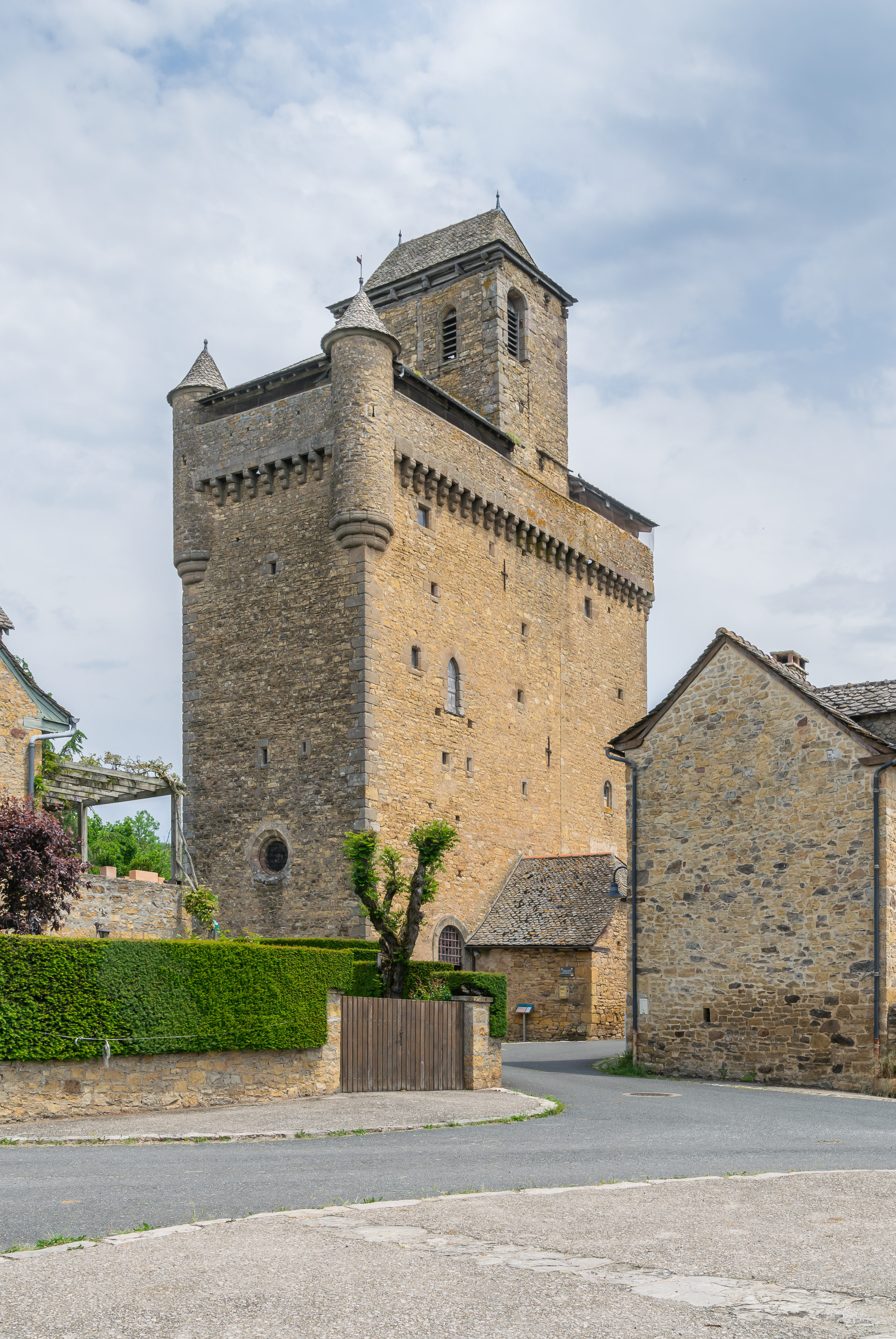
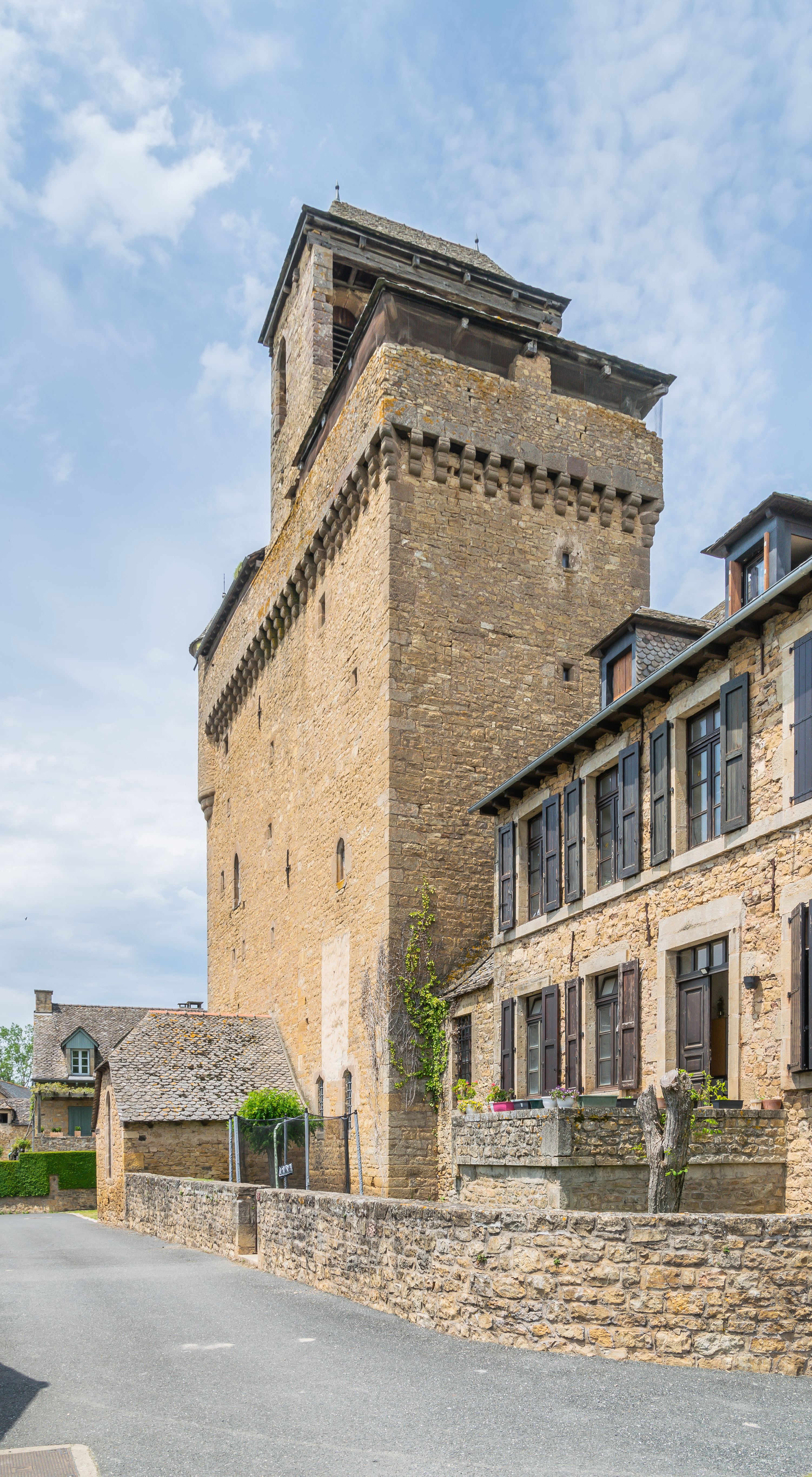
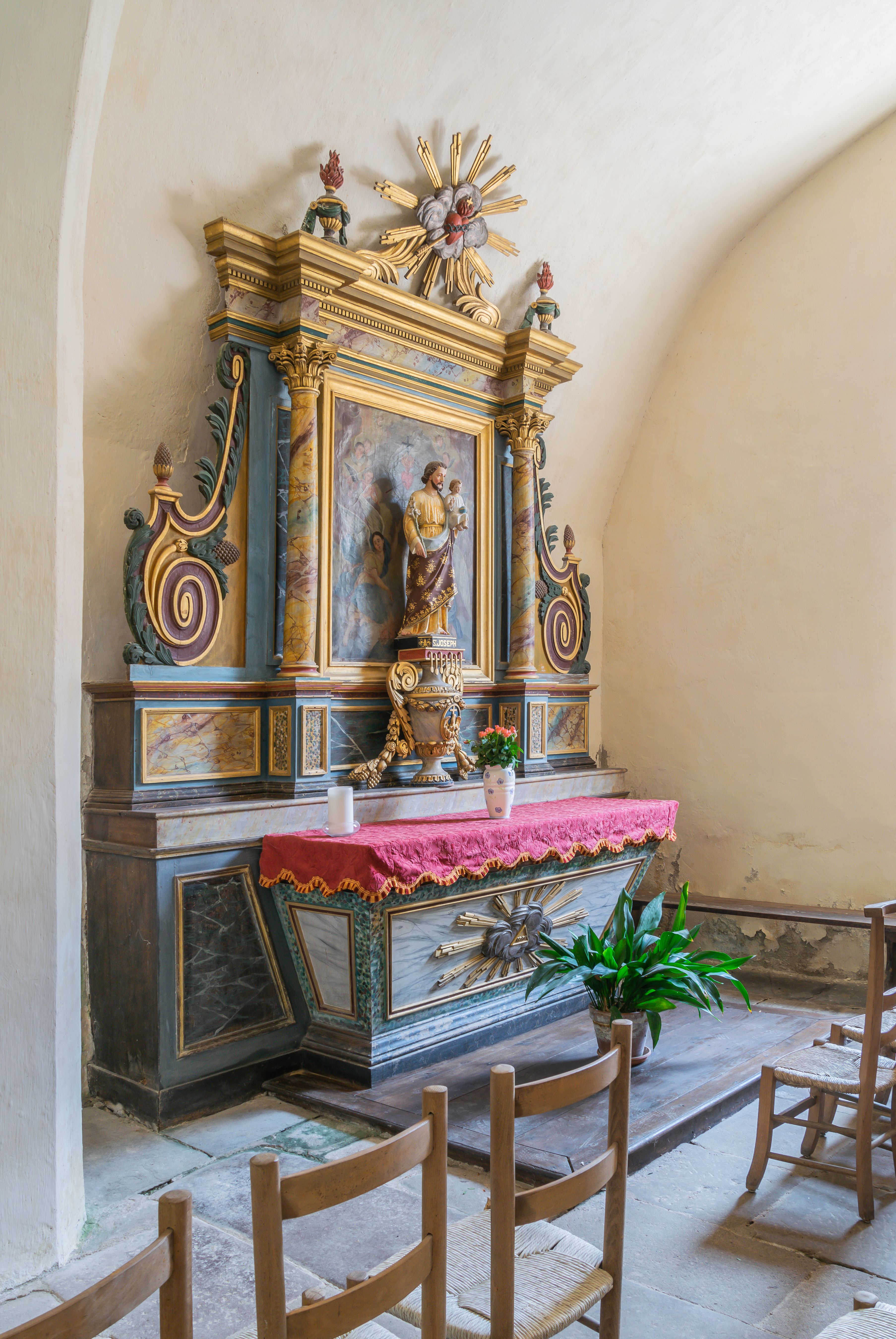
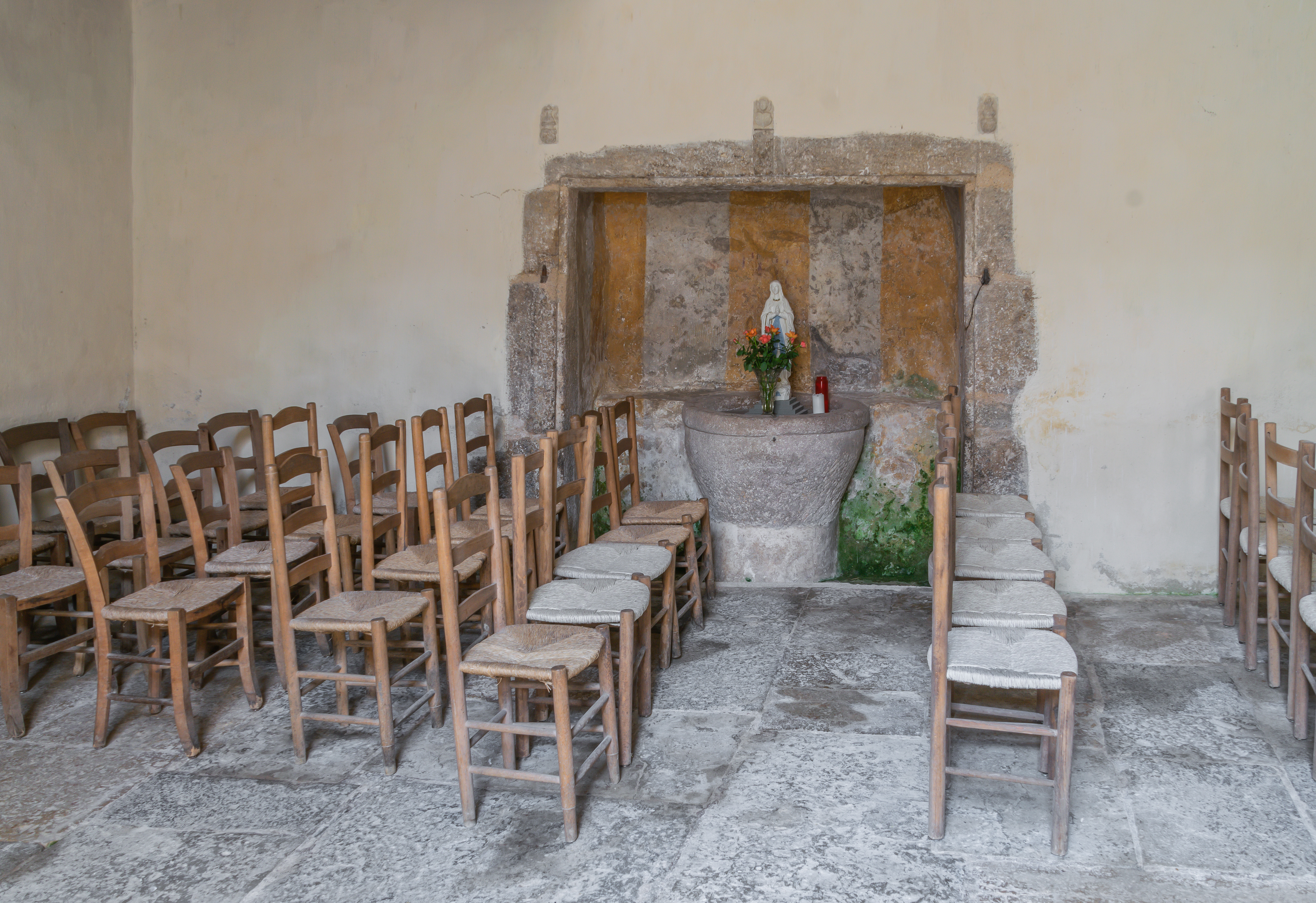
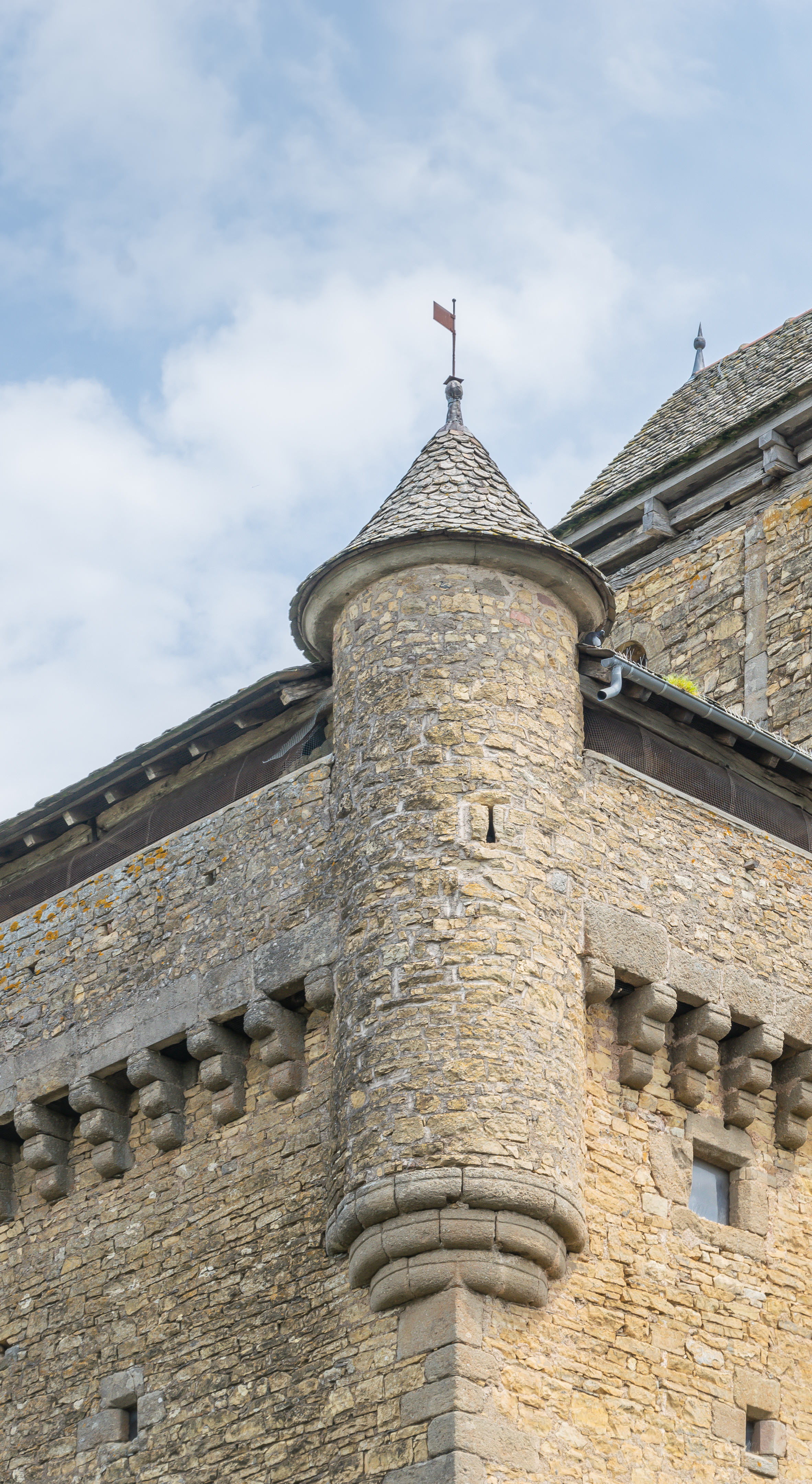

#### Église Sainte-Radegonde
Classé MH (1925)
Elle date du XIVe siècle.

Église fortifiée de Sainte-Radegonde
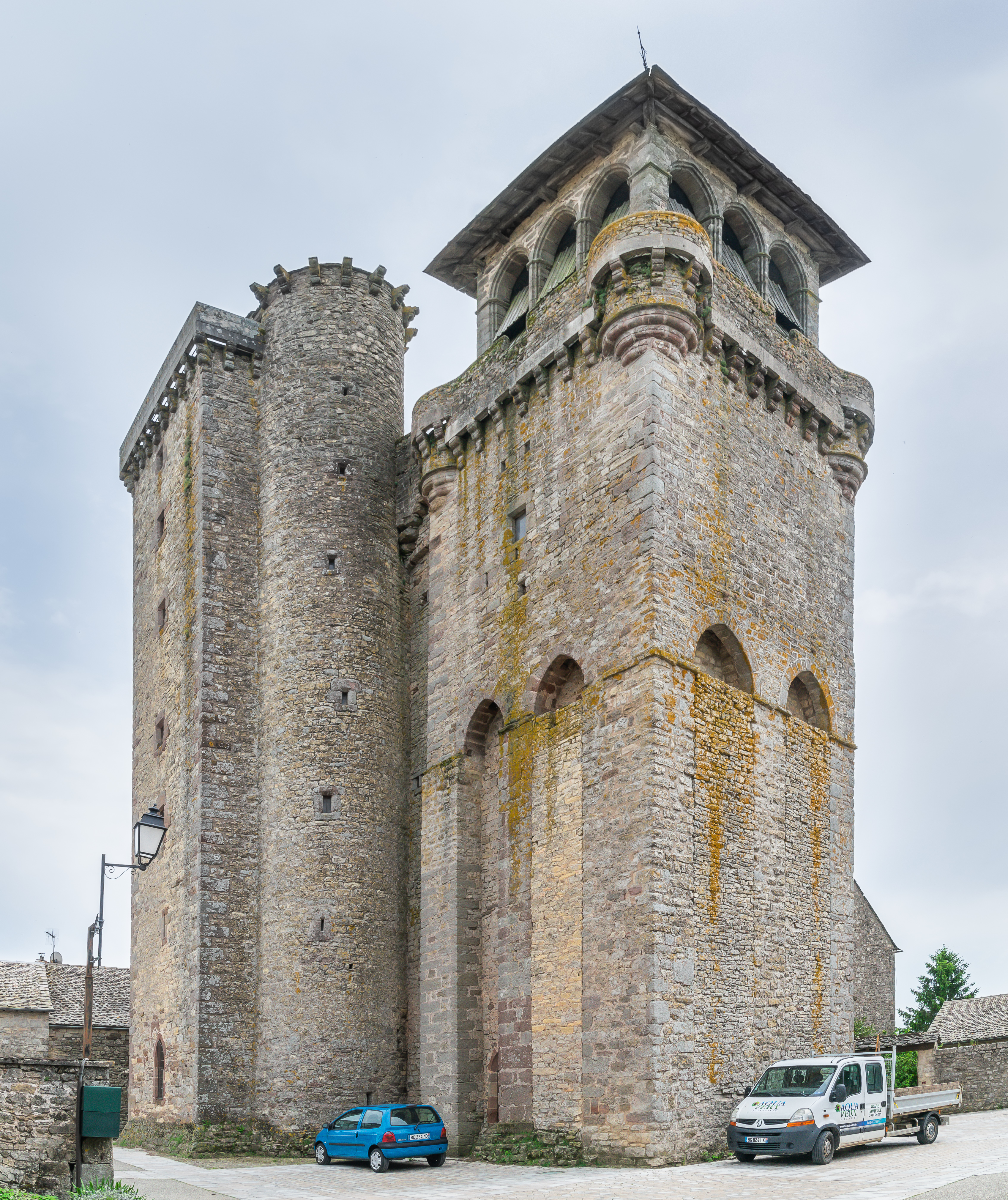
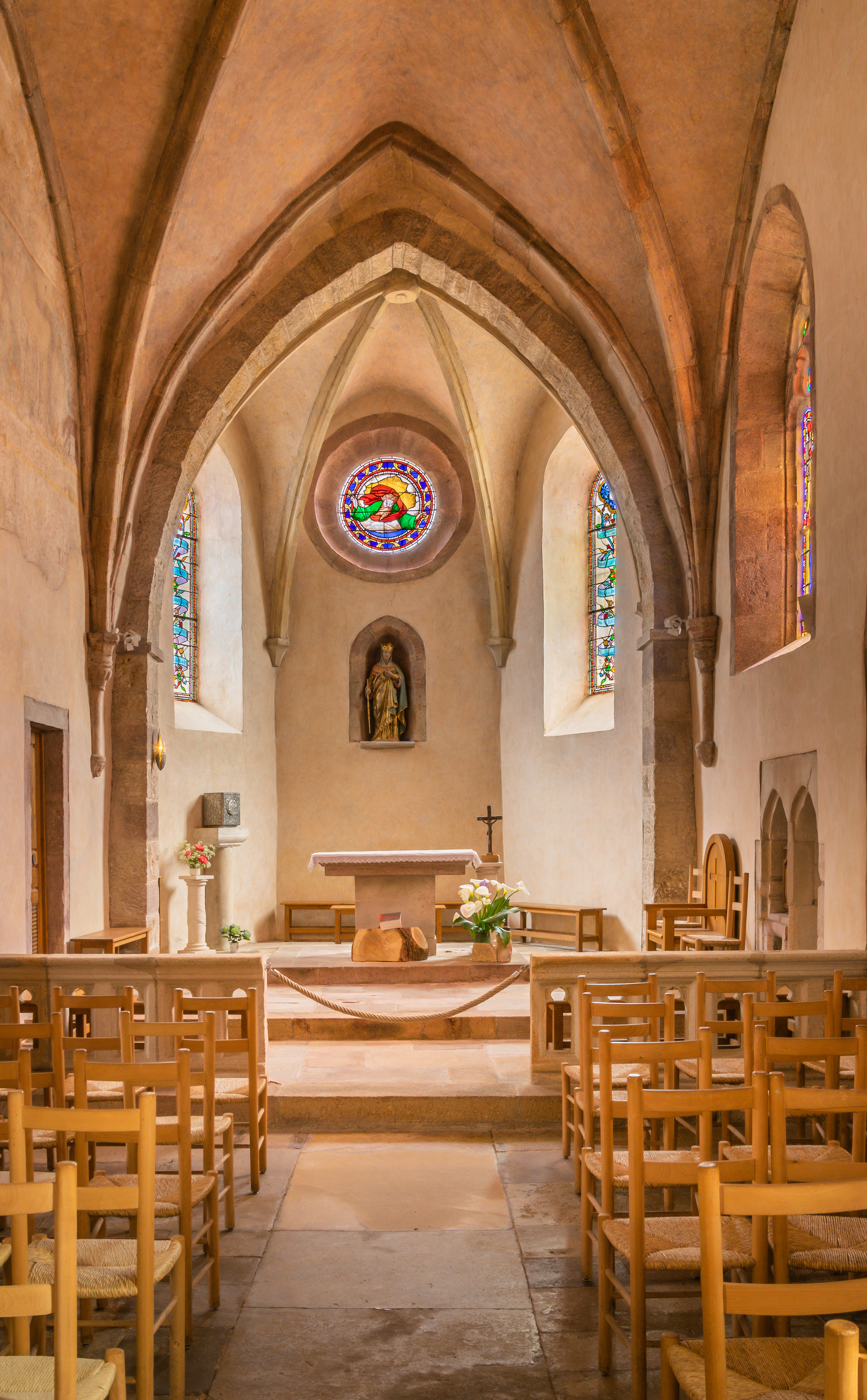
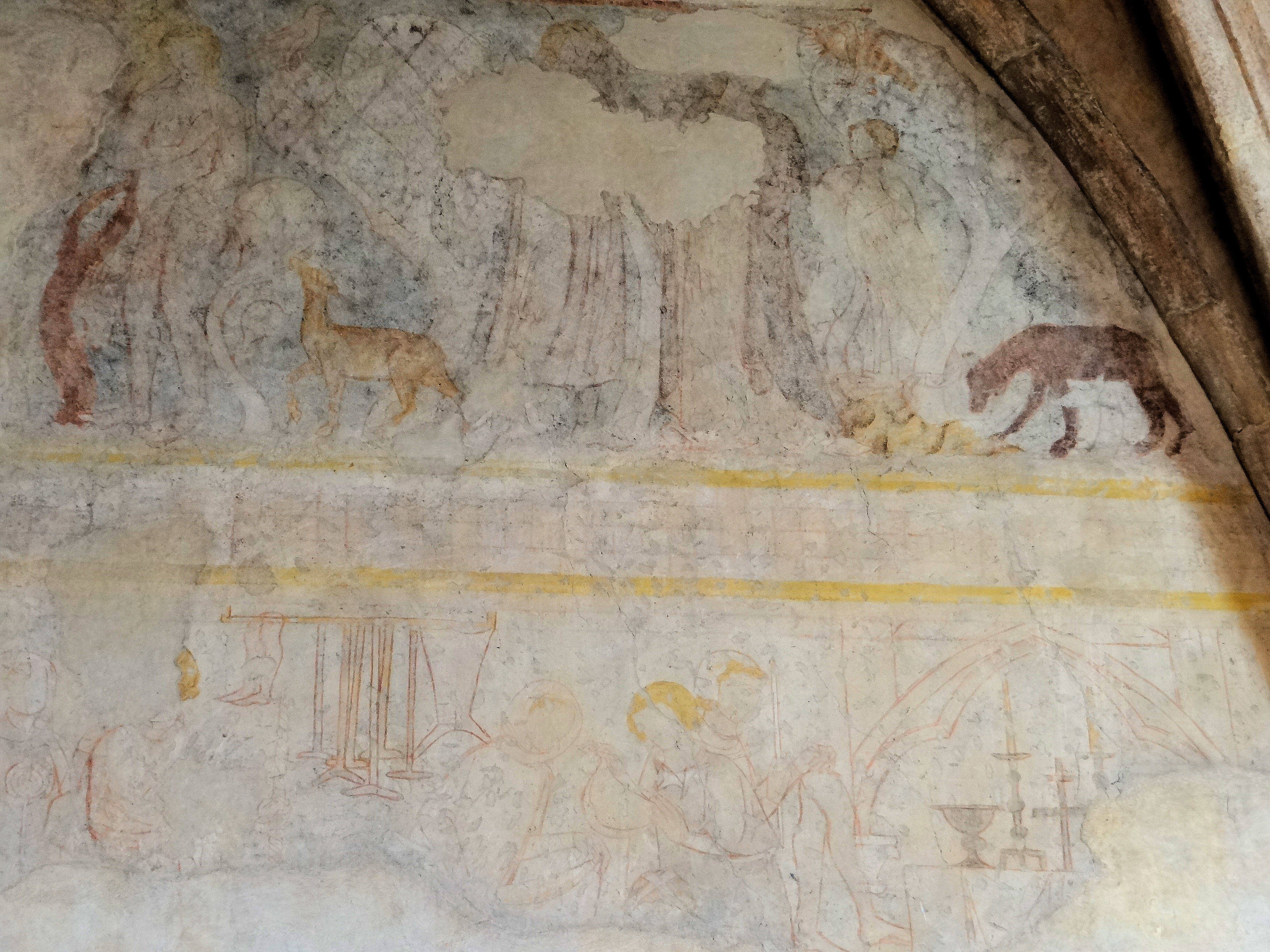
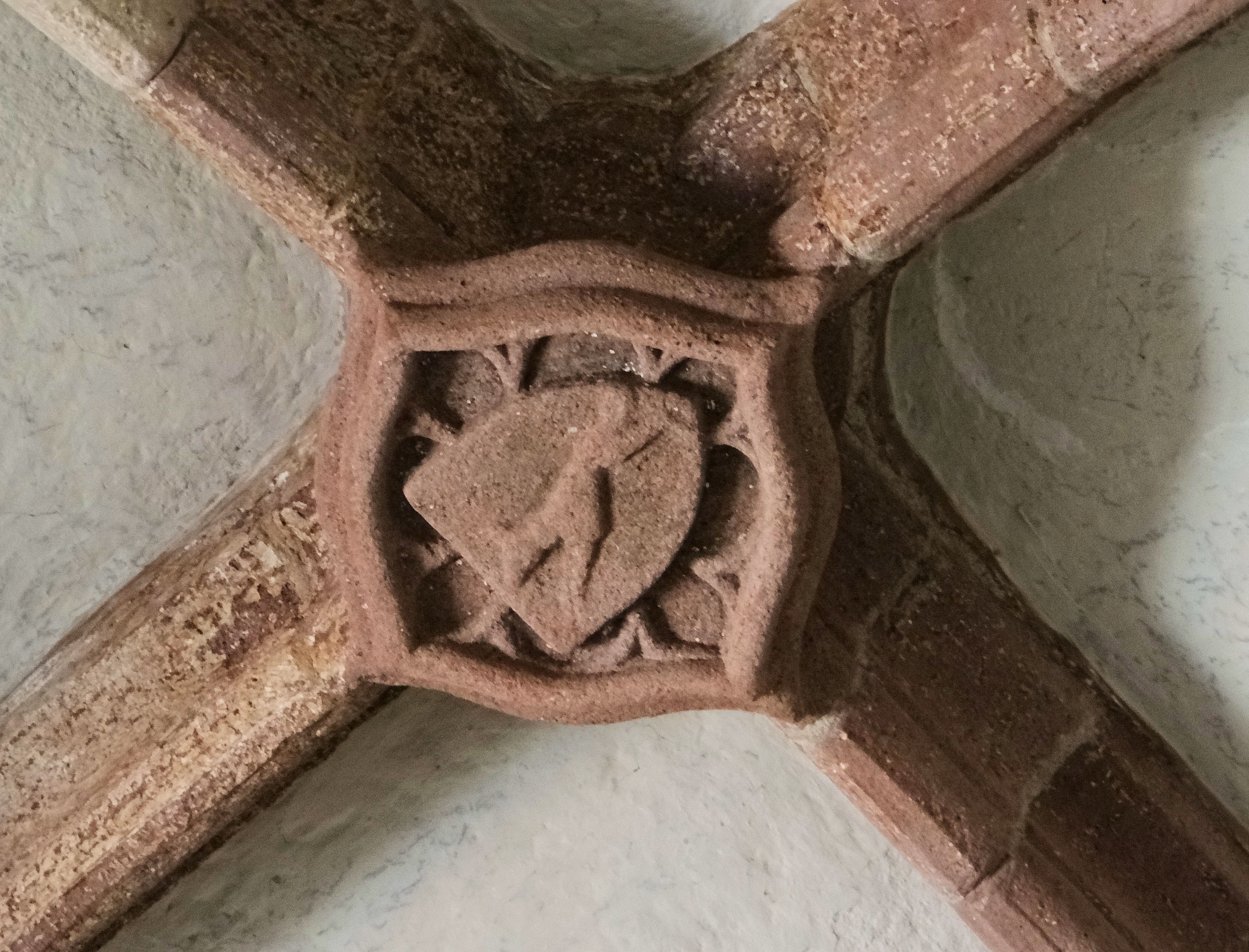
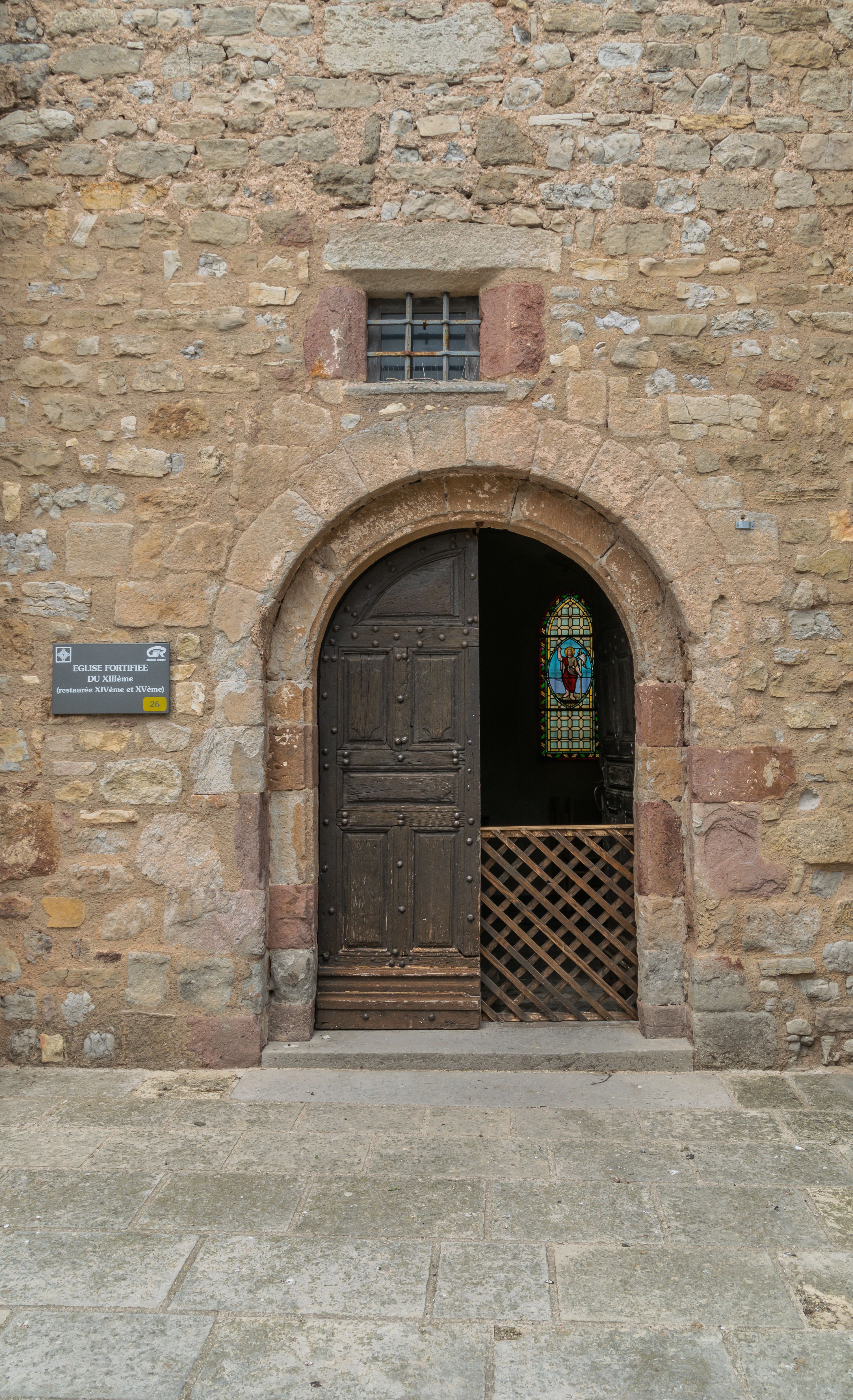
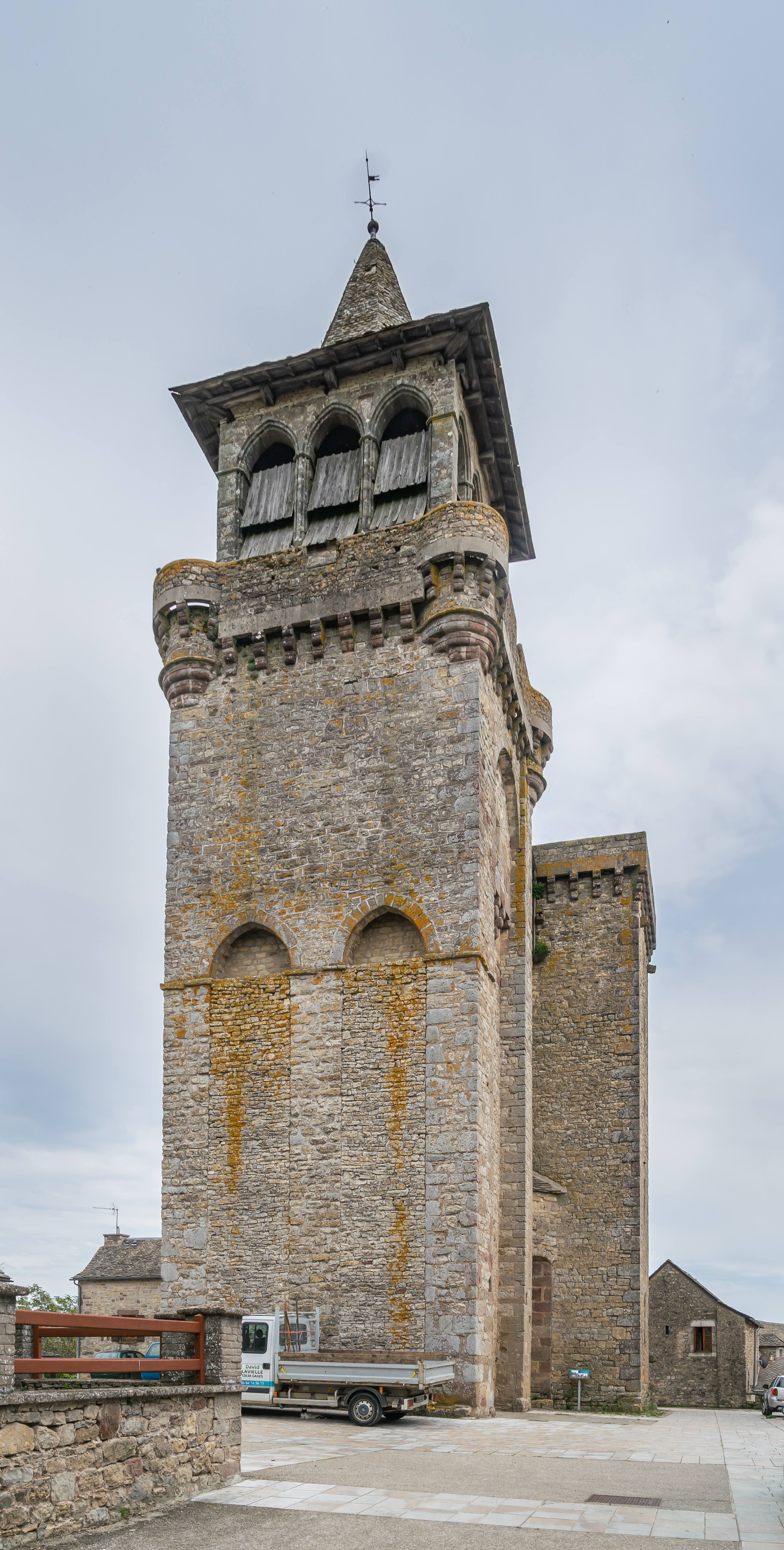

### Édifices civils

#### Maison Yence
Maison Yence
 Inscrit MH (1978)
La façade de la maison du notaire royal date du XVIe siècle.

Maison Yence
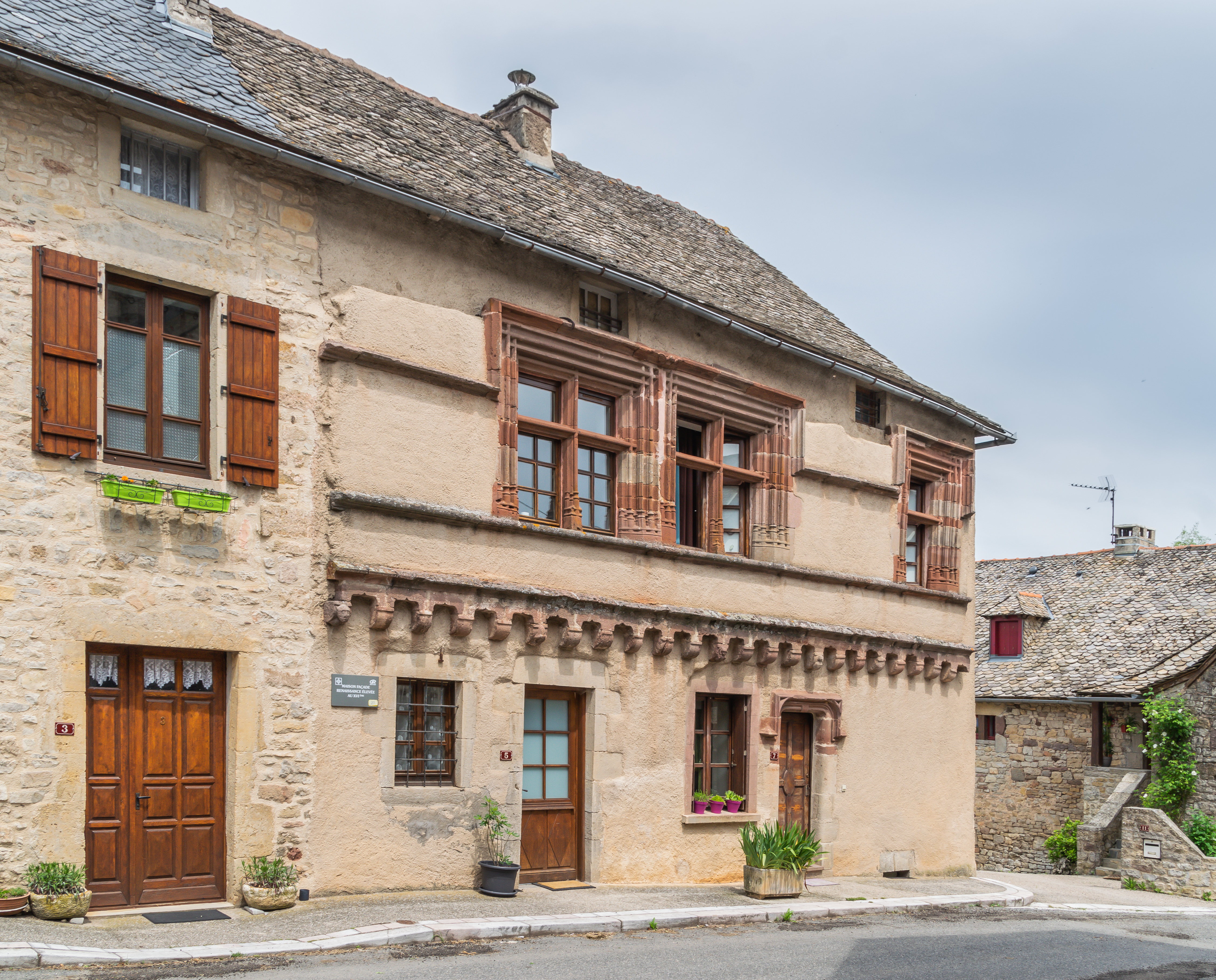

#### Mémorial
Le Mémorial de Sainte-Radegonde rend hommage aux trente personnes fusillées sur la commune durant la Seconde Guerre mondiale.

### Personnalités liées à la commune
- Paul Wormser (1905-1944), champion olympique d'escrime et résistant exécuté par les Allemands au champ de tir le 17 août 1944.
- Louis Blasi, résistant
- Henri Pierre Rodat, homme politique
- Adrien Vézinhet (1912-1984), auteur occitan
- Pierre-Augustin Faudet (1798-1873), théologien

### Héraldique
| Blason de la commune de Sainte-Radegonde | Les armes de la commune de Sainte-Radegonde se blasonnent ainsi : Parti : au 1er d'azur à la crosse épiscopale d'or, au 2e de gueules au bras reliquaire de sainte Radegonde d'argent surmonté d'une couronne royale ouverte d'or. |